# Liogenys moseri
Liogenys moseri är en skalbaggsart som beskrevs av Frey 1969. Liogenys moseri ingår i släktet Liogenys och familjen Melolonthidae. Inga underarter finns listade i Catalogue of Life.